# Supertungvikt i grekisk-romersk stil i brottning vid olympiska sommarspelen 1980
Herrarnas brottningsturnering i grekisk-romersk i viktklassen supertungvikt vid olympiska sommarspelen 1980 avgjordes i CSKA Moskva i Moskva. 

## Medaljörer
| Klass         | Guld                                  | Silver                      | Brons                    |
| Supertungvikt | Aleksandr Koltjinskij · Sovjetunionen | Alexander Tomov · Bulgarien | Hassan Bechara · Libanon |

## Resultat
Legend
- TF — Vinst genom fall
- IN — Vinst genom att motståndaren skadas
- DQ — Vinst genom passivitet
- D1 — Vinst genom passivitet, vinnaren är också passiv
- D2 — Båda brottarna förlorade på grund av passivitet
- FF — Vinst genom förverkande
- DNA — Anlände inte
- TPP — Totala straffpoäng
- MPP — Matchstraffpoäng

Straff
- 0 — Vinst genom fall, teknisk överlägsenhet, passivitet, skada och förverkande
- 0.5 — Vinst på poäng, 8-11 poängs skillnad
- 1 — Vinst på poäng, 1-7 poängs skillnad
- 2 — Vinst på passivitet,  vinnaren är också passiv
- 3 — Förlust på poäng, 1-7 poängs skillnad
- 3.5 — Förlust på poäng, 8-11 poängs skillnad
- 4 — Förlust genom fall, teknisk överlägsenhet, passivitet, skada och förverkande

### Elimineringsrunda

#### Omgång 1
| TPP | MPP |                        | Poäng     |                             | MPP | TPP |
| --- | --- | ---------------------- | --------- | --------------------------- | --- | --- |
| 4   | 4   | Prvoslav Ilić (YUG)    | DQ / 3:57 | Aleksandar Tomov (BUL)      | 0   | 0   |
| 4   | 4   | Jawdat Jabrah (SYR)    | TF / 2:44 | József Farkas (HUN)         | 0   | 0   |
| 4   | 4   | Roman Codreanu (ROU)   | DQ / 7:50 | Aleksandr Koltjinskij (URS) | 0   | 0   |
| 4   | 4   | Marek Galiński (POL)   | D2 / 7:02 | Arturo Díaz (CUB)           | 4   | 4   |
| 4   | 4   | Antonio La Penna (ITA) | TF / 6:57 | Hassan Bechara (LIB)        | 0   | 0   |

#### Omgång 2
| TPP | MPP |                             | Poäng     |                        | MPP | TPP |
| --- | --- | --------------------------- | --------- | ---------------------- | --- | --- |
| 4   | 0   | Prvoslav Ilić (YUG)         | DQ / 0:26 | Jawdat Jabrah (SYR)    | 4   | 8   |
| 0   | 0   | Aleksandar Tomov (BUL)      | DQ / 5:16 | József Farkas (HUN)    | 4   | 4   |
| 4   | 0   | Roman Codreanu (ROU)        | DQ / 4:46 | Marek Galiński (POL)   | 4   | 8   |
| 0   | 0   | Aleksandr Koltjinskij (URS) | TF / 0:55 | Antonio La Penna (ITA) | 4   | 8   |
| 4   | 0   | Arturo Díaz (CUB)           | DQ / 4:31 | Hassan Bechara (LIB)   | 4   | 4   |

#### Omgång 3
| TPP | MPP |                             | Poäng     |                      | MPP | TPP |
| --- | --- | --------------------------- | --------- | -------------------- | --- | --- |
| 8   | 4   | Prvoslav Ilić (YUG)         | D1 / 7:11 | József Farkas (HUN)  | 2   | 6   |
| 0   | 0   | Aleksandar Tomov (BUL)      | DQ / 7:25 | Roman Codreanu (ROU) | 4   | 8   |
| 0   | 0   | Aleksandr Koltjinskij (URS) | TF / 2:09 | Arturo Díaz (CUB)    | 4   | 8   |
| 4   |     | Hassan Bechara (LIB)        |           | Bye                  |     |     |

#### Omgång 4
| TPP | MPP |                      | Poäng     |                             | MPP | TPP |
| --- | --- | -------------------- | --------- | --------------------------- | --- | --- |
| 8   | 4   | Hassan Bechara (LIB) | TF / 0:55 | Aleksandar Tomov (BUL)      | 0   | 0   |
| 10  | 4   | József Farkas (HUN)  | DQ / 6:43 | Aleksandr Koltjinskij (URS) | 0   | 0   |

### Sista omgångarna
| TPP | MPP |                        | Poäng     |                             | MPP | TPP |
| --- | --- | ---------------------- | --------- | --------------------------- | --- | --- |
|     | 4   | Hassan Bechara (LIB)   | TF / 0:55 | Aleksandar Tomov (BUL)      | 0   |     |
| 8   | 4   | Hassan Bechara (LIB)   | TF / 1:40 | Aleksandr Koltjinskij (URS) | 0   |     |
| 3   | 3   | Aleksandar Tomov (BUL) | 2 - 4     | Aleksandr Koltjinskij (URS) | 1   | 1   |